# Западная Фракия

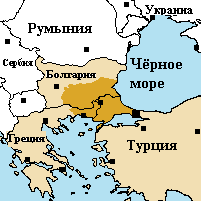
Раздел Фракии между Болгарией, Грецией и Турцией по Лозаннскому мирному договору 1923 года

За́падная Фра́кия (греч. Δυτική Θράκη, болг. Беломорска Тракия, Западна Тракия, тур. Batı Trakya) или собственно Фра́кия (греч. Θράκη) — историческая область на северо-востоке Греции, одна из составных частей Фракии, более крупной исторической области на востоке Балканского полуострова. 
Западная Фракия расположена между реками Нестос (Места) на западе и Эврос (Марица) на востоке. На севере область окаймляют горы Родопы по которым проходит граница с Болгарией. В бывший (до 1986 года) административный округ Фракия входили номы Ксанти, Родопи и Эврос. К Фракии также относился остров Самотраки в Эгейском море, до 2010 года являвшийся частью нома Эврос. С 1986 года Фракия является частью периферии Восточная Македония и Фракия. Население 384 978 человек по переписи 2011 года. Площадь 8577,75 км². Административным центром Фракии являлся (главным городом Западной Фракии является) город Комотини с населением 50 990 человек по переписи 2011 года.

## Крупнейшие города Западной Фракии
В Западной Фракии 536 населённых пунктов. Крупнейшими из них являются:
| Город           | Население (2011) |
| --------------- | ---------------- |
| Александруполис | 57 812           |
| Комотини        | 50 990           |
| Ксанти          | 56 122           |
| Орестиас        | 18 426           |
| Дидимотихон     | 9263             |
| Фере            | 5457             |

## История
История Западной Фракии, как и Фракии в целом, имеет очень бурный характер, особенно в XIII—XIV веках, а также в начале XX века, что во многом связано с её географическим положением и близостью к стратегически важному городу и центру православного мира Средневековья — Константинополю.

### Античная история
В VI веке до н. э. на территории Западной Фракии сформировалось Одрисское царство, достигшее наивысшего могущества в V—VI веках до н. э. В IV веке до н. э. им овладели жители древней Македонии, начинается прогрессивная эллинизация населения Фракии, состоящего в основном из 
индоевропейских фракийских племён. В 45 году н. э. эти земли официально переходят под юрисдикцию Римской империи, а в 395 г. н. э. входят в состав Византии.

### Средневековая история
В VI—IX веках, большая часть Фракии оказывается наводнена славянскими племенами, из которых при участии автохтонного населения формируется болгарский этнос. Греческое население сохраняется в основном на побережье Эгейского моря и в долине Марицы. Латинская империя включила Западную Фракию в свой состав, затем провинция вновь возвращается под контроль Византии, но не надолго. Сербия и Болгария вновь выдвигают свои территориальные претензии, пока, наконец регион не переходит под власть турок-мусульман в середине XIV века. В XV—XVI веках большая часть автохтонного христианского населения исламизируется, многие греки и, в меньшей степени, болгары переходят на турецкий язык.
К началу Балканских войн начала XX века тюркоязычные мусульмане составляли около 70 % населения региона, а православные греки — лишь около 17 % населения.

### Современная история

Флаг Гюмюрджинской республики, ныне используется турецкой диаспорой

В конце XIX — нач. XX вв. Западная Фракия стала объектом притязаний со стороны независимых Болгарии и Греции (См. Великая идея (Греция) и Энозис). В ходе Балканских войн 1912—1920 гг. союзники добились значительных успехов в борьбе с Турцией, хотя в Западной Фракии их действия натолкнулись на мощное сопротивление со стороны мусульманского населения, поднявшего мятеж. В результате образовалась Гюмюрджинская республика площадью 8,578 км², просуществовавшая с 31 августа по 25 октября 1913 года, с центром в современном городе Комотини. Местные мусульмане стремились вновь войти в состав Турции. Однако по Константинопольскому мирному договору, заключённому в сентябре 1913 года, Западная Фракия была закреплена за Болгарией. 
После поражения Болгарии в Первой мировой войне заключённый в 1919 году Нёйиский договор отдал Западную Фракию под юрисдикцию «главных союзных держав»
В 1923 году, после Малоазийской катастрофы, по Лозаннскому мирному договору Западная Фракия была передана Греции. При этом Восточная Фракия и город Константинополь (Стамбул) были окончательно переданы Турции. Всё греческое население Восточной Фракии (за исключением Стамбула), вынуждено было переселиться в Грецию (на западную сторону реки Эврос (Марица)) по греко-турецкому обмену населением. В то же время западные державы позволили западнофракийским мусульманам (86 000 человек) остаться в местах своего традиционного проживания. Доля греко-православного населения в регионе возросла с 17 % до 67 %, а мусульманского упала до 29 %.
Во время Второй мировой войны 1941 году Болгария как союзник нацистской Германии оккупировала Западную Фракию. В 1944 году она была освобождена Греческой народно-освободительной армией-ЭЛАС.